# Daily Mail Gold Cup
Der Daily Mail Gold Cup, ein Premium-Snookerturnier, wurde in den Jahren 1936–1940 gespielt. Zu dieser Zeit hatte es weitgehend den gleichen Rang wie die Snookerweltmeisterschaft. Vor 1936 war der Gold Cup ein Turnier der Disziplin "English Billiards".

## Geschichte
Gesponsert wurde das Turnier von der englischen Zeitung Daily Mail. Ein Preisgeld wurde nicht ausgesetzt, stattdessen gab es den „Gold Cup“ und Warenpreise.
Das Turnier wurde im sogenannten Round Robin– bzw. Rundenturnier-Format über einen Zeitraum von fünfzehn Wochen gespielt. Bei allen Turnieren wurde ein Handicap-System genutzt. Alle Teilnehmer erhielten einen 45-Punkte-Vorsprung je Frame auf den führenden Spieler Joe Davis. Das zeigte Wirkung. Davis konnten die ersten beiden Turniere für sich entscheiden. Dann musste er sich aber, in den beiden folgenden Turnieren, dem enormen Punktevorsprung beugen. Beide gewann dann Alec Brown.
Die Turnierserie wurde mit dem Ausbruch des Zweiten Weltkriegs ausgesetzt und nach dessen Ende nicht wieder neu aufgelegt.

## Sieger
| Saison                                  | Sieger                                  | Zweiter                                 |
| Daily Mail Gold Cup – English Billiards | Daily Mail Gold Cup – English Billiards | Daily Mail Gold Cup – English Billiards |
| --------------------------------------- | --------------------------------------- | --------------------------------------- |
| 1935                                    | Tom Newman                              |                                         |
| 1936                                    | Melbourne Inman                         |                                         |
| Daily Mail Gold Cup – Snooker           |                                         |                                         |
| 1936                                    | Joe Davis                               | Horace Lindrum                          |
| 1937/1938                               | Joe Davis                               | Willie Smith                            |
| 1938/1939                               | Alec Brown                              | Sidney Smith                            |
| 1939/1940                               | Alec Brown                              | Sydney Lee                              |